# Resolutie 1184 Veiligheidsraad Verenigde Naties
Resolutie 1184 van de Veiligheidsraad van de Verenigde Naties werd unaniem door de VN-Veiligheidsraad aangenomen op 16 juli 1998.

## Achtergrond
In 1980 overleed de Joegoslavische leider Tito, die decennialang de bindende kracht was geweest tussen de zes deelstaten van het land. Na zijn dood kende het nationalisme een sterke opmars, en in 1991 verklaarden verschillende deelstaten zich onafhankelijk. Zo ook Bosnië en Herzegovina, waar in 1992 een burgeroorlog ontstond tussen de Bosniakken, Kroaten en Serviërs. Deze oorlog, waarbij etnische zuiveringen plaatsvonden, ging door tot in 1995 vrede werd gesloten. Hierop werd de NAVO-operatie IFOR gestuurd die de uitvoering ervan moest afdwingen. Die werd in 1996 vervangen door SFOR, die op zijn beurt in 2004 werd vervangen door de Europese operatie EUFOR Althea.

## Inhoud
De Veiligheidsraad:
- Herinnert aan de resoluties 1168 en 1174.
- Herinnert ook aan het raamakkoord voor vrede in Bosnië en Herzegovina.
- Neemt nota van de besluiten van de vredesconferentie in Bonn en de verklaring van de Vredesraad in Luxemburg.
- Neemt ook nota van de aanbevelingen van de Hoge Vertegenwoordiger.
- Overwoog de rapporten van secretaris-generaal Kofi Annan.

1. Stemt ermee in dat de UNMIBH-missie een programma opricht om toe te zien op justitie in Bosnië en Herzegovina en het te beoordelen.
2. Vraagt de autoriteiten in Bosnië en Herzegovina hieraan mee te werken.
3. Vraagt de secretaris-generaal om de Raad op de hoogte te blijven houden.
4. Besluit op de hoogte te blijven.

## Verwante resoluties
- Resolutie 1174 Veiligheidsraad Verenigde Naties
- Resolutie 1183 Veiligheidsraad Verenigde Naties
- Resolutie 1186 Veiligheidsraad Verenigde Naties
- Resolutie 1191 Veiligheidsraad Verenigde Naties

Lijst ·  1147 ·  1148 ·  1149 ·  1150 ·  1151 ·  1152 ·  1153 ·  1154 ·  1155 ·  1156 ·  1157 ·  1158 ·  1159 ·  1160 ·  1161 ·  1162 ·  1163 ·  1164 ·  1165 ·  1166 ·  1167 ·  1168 ·  1169 ·  1170 ·  1171 ·  1172 ·  1173 ·  1174 ·  1175 ·  1176 ·  1177 ·  1178 ·  1179 ·  1180 ·  1181 ·  1182 ·  1183 ·  1184 ·  1185 ·  1186 ·  1187 ·  1188 ·  1189 ·  1190 ·  1191 ·  1192 ·  1193 ·  1194 ·  1195 ·  1196 ·  1197 ·  1198 ·  1199 ·  1200 ·  1201 ·  1202 ·  1203 ·  1204 ·  1205 ·  1206 ·  1207 ·  1208 ·  1209 ·  1210 ·  1211 ·  1212 ·  1213 ·  1214 ·  1215 ·  1216 ·  1217 ·  1218 ·  1219